# Exopristoides dentatus
Exopristoides dentatus är en stekelart som beskrevs av Boucek 1982. Exopristoides dentatus ingår i släktet Exopristoides och familjen gallglanssteklar. Inga underarter finns listade i Catalogue of Life.